# Современное повышение уровня моря
Современное повышение уровня моря — наблюдаемый с середины XIX века процесс, в результате которого на протяжении одного лишь XX века глобальный уровень моря повысился на 17 см. С 1993 года уровень моря ежегодно повышается на 3,2÷3,4 мм.
Главной причиной данного процесса является глобальное потепление, остальные малозначительны (см. ниже). Более тёплый климат влияет на уровень всемирных океанов двумя способами. Первым из них является термическое расширение воды, которая таким образом обретает больший объём. Вторым является всемирное таяние льдов, привносящее дополнительную воду в мировой океан.

## Моделирование
Согласно результатам компьютерного моделирования учёных Потсдамского института изучения климатических изменений 2014—2015 годов, текущая тенденция потепления климата приведёт к долговременному повышению уровня мирового океана на 3 метра в течение сотен и тысяч лет.
По другим прогнозам (2009), до 2100 года ожидается повышение уровня моря от 0,5 до 2 м. В течение следующих 300 лет возможно его повышение от 2,5 до 5,1 м. Другие авторы ставят подобные результаты под сомнение и указывают на недостаточное покрытие Земли измерительными станциями, что делает статистические данные ненадёжными. Незначительное передвижение центра тяжести Земли может влиять на уровень моря в разных регионах, среди которых есть даже такие, где уровень моря понижается. Высказываются также прогнозы, что повышение уровня моря до 2100 года составит 40 см или 15 см. Исследования 2018 года показывают, что скорость роста уровня моря увеличивается и при консервативной оценке развития факторов окружающей среды, ответственных за современное изменение уровня, суммарный прирост к концу столетия должен составить 65 см от уровня 2010-х годов.

## Последствия для человечества
Повышение уровня моря угрожает в первую очередь островным государствам, таким как тихоокеанское государство Тувалу, расположенное на 5 атоллах и 4 островах одноимённого архипелага, государствам с протяжённой береговой линией, а также с большой частью территорий, расположенных относительно низко. Примерами последних являются Бангладеш и Нидерланды. Угроза для бедных стран значительно выше, чем для богатых, которые могут позволить себе дорогостоящие меры по защите и стабилизации своего побережья. Расходы на эффективную защиту берегов, как правило, значительно ниже, чем ущерб от бездействия.

## Адаптация
Сокращение выбросов углекислого газа может замедлить скорость повышения уровня моря после 2050 года, но не может полностью его остановить, что предполагает необходимость адаптации человечества к повышению уровня океана. Самый простой подход — прекращение застройки уязвимых территорий и постепенное перемещение людей и инфраструктуры из них. Однако такое отступление часто приводит к потере средств к существованию и социальной напряжённости на новых местах.
Альтернативой отступлению является усиление защиты побережья с помощью дамб, волноломов или улучшения естественных барьеров. Примером радикального подхода к такой защите является проект Northern European Enclosure Dam — предложение построить две гигантские дамбы общей протяжённостью 637 километров, чтобы полностью отделить Северное и Балтийское моря от Атлантического океана для защиты более 25 миллионов жителей побережья. 